# Пик Абая
Пик Аба́я (Вершина Абая; каз. Абай шыңы) — вершина, находящаяся в западной ветви Малого Алматинского отрога хребта Заилийский Алатау. Расположена на территории Иле-Алатауского национального парка на водоразделе бассейнов рек Малая Алматинка и Левый Талгар.
Высота 4010 метров. Пик имеет форму трехглавой вершины, сложеной красными гранитами. Массив пика скальный, обрывается склонами, которые изрезаны кулуарами. 300-метровая скальная стенка, сглаженная древним ледником внизу, заканчивает северо-западный гребень вершины. На северных склонах горы расположен ледник Абая.
Маршрут подъема протяженный, но технически легкий. 
С пика открывается вид на: пик Комсомола, пик Амангельды, пик Чкалова, ледник Богдановича и город Алма- Ата.
Первое восхождение совершенно в 1932 году группой алматинских альпинистов под руководством Г. И. Белоглазова.
В 1995 году группа туристов во главе с президентом Казахстана Нурсултаном Назарбаевым покорила вершину в честь 150-летия Абая. Персональным гидом президента был «снежный барс» Анатолий Букреев. В это же время состоялась двухдневная альпиниада. 
Названа в честь казахского поэта и философа Абая Кунанбаева.